# Kazem Kola
Kazem Kola (em persa: كاظم كلا, também romanizada como Kāz̧em Kolā) é uma aldeia do distrito rural de Langarud, no condado de Abbasabad, da província de Mazandaran, Irã.
No censo de 2006, sua população era de 495 habitantes, em 140 famílias.